# Vižina
Vižina település Csehországban, a Berouni járásban. Vižina Velký Chlumec, Všeradice, Lážovice, Podbrdy, Osov és Dobříš településekkel határos. Lakosainak száma 277 fő (2024. január 1.).

## Népesség
A település lakosságának változását az alábbi diagram mutatja:
| Lakosok száma | 360  | 344  | 271  | 251  | 210  | 203  | 270  | 269  | 273  | 277  |
|               | 1869 | 1890 | 1921 | 1950 | 1980 | 2001 | 2017 | 2019 | 2022 | 2024 |